# Nerkin Getashen
Nerkin Getashen (en arménien Ներքին Գետաշեն ; jusqu'en 1945 Adyaman) est une communauté rurale du marz de Gegharkunik, en Arménie. Elle compte 7 860 habitants en 2008.